# Selección femenina de baloncesto de Francia
La Selección femenina de baloncesto de Francia es un equipo formado por jugadoras de nacionalidad francesa que representa a Francia en las competiciones internacionales organizadas por la Federación Internacional de Baloncesto (FIBA) o el Comité Olímpico Internacional (COI): los Juegos Olímpicos y Campeonato mundial de baloncesto especialmente.

## Resultados

### Juegos Olímpicos
| Baloncesto en los Juegos Olímpicos | Baloncesto en los Juegos Olímpicos | Baloncesto en los Juegos Olímpicos | Baloncesto en los Juegos Olímpicos | Baloncesto en los Juegos Olímpicos | Baloncesto en los Juegos Olímpicos |
| ---------------------------------- | ---------------------------------- | ---------------------------------- | ---------------------------------- | ---------------------------------- | ---------------------------------- |
| Montreal 1976:                     | No clasificó                       | Moscú 1980:                        | No clasificó                       | Los Ángeles 1984:                  | No clasificó                       |
| Seúl 1988:                         | No clasificó                       | Barcelona 1992:                    | No clasificó                       | Atlanta 1996:                      | No clasificó                       |
| Sídney 2000:                       | 5º                                 | Atenas 2004:                       | No clasificó                       | Pekín 2008:                        | No clasificó                       |
| Londres 2012:                      | Medalla de plata                   | Río 2016:                          | No clasificó                       | Tokio 2020:                        | Medalla de bronce                  |
| París 2024:                        | Medalla de plata                   |                                    |                                    |                                    |                                    |

### Mundiales
| Copa Mundial de Baloncesto Femenino | Copa Mundial de Baloncesto Femenino | Copa Mundial de Baloncesto Femenino | Copa Mundial de Baloncesto Femenino | Copa Mundial de Baloncesto Femenino | Copa Mundial de Baloncesto Femenino |
| ----------------------------------- | ----------------------------------- | ----------------------------------- | ----------------------------------- | ----------------------------------- | ----------------------------------- |
| 1953:                               | Medalla de bronce                   | 1957:                               | No clasificó                        | 1959:                               | No clasificó                        |
| 1964:                               | 10º                                 | 1967:                               | No clasificó                        | 1971:                               | 6º                                  |
| 1975:                               | No clasificó                        | 1979:                               | 7º                                  | 1983:                               | No clasificó                        |
| 1986:                               | No clasificó                        | 1990:                               | No clasificó                        | 1994:                               | 9º                                  |
| 1998:                               | No clasificó                        | 2002:                               | 8º                                  | 2006:                               | 5º                                  |
| 2010:                               | 6º                                  | 2014:                               | 7º                                  | 2018:                               | 5º                                  |
| 2022:                               | 7º                                  | 2026:                               |                                     |                                     |                                     |

### Eurobasket
| Campeonato Europeo de Baloncesto Femenino | Campeonato Europeo de Baloncesto Femenino | Campeonato Europeo de Baloncesto Femenino | Campeonato Europeo de Baloncesto Femenino | Campeonato Europeo de Baloncesto Femenino | Campeonato Europeo de Baloncesto Femenino |
| ----------------------------------------- | ----------------------------------------- | ----------------------------------------- | ----------------------------------------- | ----------------------------------------- | ----------------------------------------- |
| 1938:                                     | 4º                                        | 1950:                                     | '5º                                       | 1952:                                     | 7º                                        |
| 1954:                                     | 6º                                        | 1956:                                     | 7º                                        | 1958:                                     | 6º                                        |
| 1960:                                     | No clasificó                              | 1962:                                     | 8º                                        | 1964:                                     | 10º                                       |
| 1966:                                     | 11º                                       | 1968:                                     | 11º                                       | 1970:                                     | Medalla de plata                          |
| 1972:                                     | 4º                                        | 1974:                                     | 7º                                        | 1976:                                     | 4º                                        |
| 1978:                                     | 11º                                       | 1980:                                     | 11º                                       | 1981:                                     | No clasificó                              |
| 1983:                                     | No clasificó                              | 1985:                                     | 8º                                        | 1987:                                     | 8º                                        |
| 1989:                                     | 8º                                        | 1991:                                     | No clasificó                              | 1993:                                     | Medalla de plata                          |
| 1995:                                     | 9º                                        | 1997:                                     | No clasificó                              | 1999:                                     | Medalla de plata                          |
| 2001:                                     | Medalla de oro                            | 2003:                                     | 5º                                        | 2005:                                     | 5º                                        |
| 2007:                                     | 8º                                        | 2009:                                     | Medalla de oro                            | 2011:                                     | Medalla de bronce                         |
| 2013:                                     | Medalla de plata                          | 2015:                                     | Medalla de plata                          | 2017:                                     | Medalla de plata                          |
| 2019:                                     | Medalla de plata                          | 2021:                                     | Medalla de plata                          | 2023:                                     | Medalla de bronce                         |
| 2025:                                     | 4º                                        | 2027:                                     |                                           |                                           |                                           |

## Plantillas con mejores resultados
- Europeo 1993:

Amy Cissé, Barbara Weistroffer, Corinne Zago, Katia Foucade, Yannick Souvré, Odile Santaniello, Carole Force, Stéphanie Vivenot, Paoline Ékambi, Isabelle Fijalkowski, Martine Campi, Lætitia Moussard. Seleccionador: Paul Besson
- Europeo 1999:

Johanna Boutet, Sandra Le Dréan, Catherine Melain, Edwige Lawson-Wade, Yannick Souvré, Audrey Sauret, Christine Gomis, Stéphanie Vivenot, Lætitia Moussard, Isabelle Fijalkowski, Nathalie Lesdema, Nicole Antibe. Seleccionador: Alain Jardel
- Europeo 2001:

Laure Savasta, Sandra Le Dréan, Catherine Melain, Edwige Lawson-Wade, Yannick Souvré, Audrey Sauret, Nathalie Lesdema, Sandra Dijon, Dominique Tonnerre, Isabelle Fijalkowski, Lætitia Moussard, Nicole Antibe. Seleccionador: Alain Jardel.
- Europeo 2009:

Isabelle Yacoubou, Nwal-Endéné Miyem, Catherine Melain, Sandrine Gruda, Emmanuelle Hermouet, Céline Dumerc, Pauline Krawczyk, Émilie Gomis, Florence Lepron, Élodie Godin, Emmeline Ndongue, Anaël Lardy. Seleccionador: Pierre Vincent.
- Europeo 2011:

Isabelle Yacoubou, Nwal-Endéné Miyem, Clémence Beikes, Sandrine Gruda, Edwige Lawson-Wade, Céline Dumerc, Jennifer Digbeu, Émilie Gomis, Florence Lepron, Marion Laborde, Emmeline Ndongue, Aurélie Bonnan. Seleccionador: Pierre Vincent.
- Juegos Olímpicos 2012:

Isabelle Yacoubou, Nwal-Endéné Miyem, Clémence Beikes, Sandrine Gruda, Edwige Lawson-Wade, Céline Dumerc, Florence Lepron, Émilie Gomis, Marion Laborde, Élodie Godin, Emmeline Ndongue, Jennifer Digbeu. Seleccionador: Pierre Vincent.
- Europeo 2013:

Isabelle Yacoubou, Nwal-Endéné Miyem, Diandra Tchatchouang, Sandrine Gruda, Edwige Lawson-Wade, Céline Dumerc, Valériane Ayayi, Émilie Gomis, Marielle Amant, Gaëlle Skrela, Emmeline Ndongue, Anaël Lardy. Seleccionador: Pierre Vincent.
- Europeo 2015:

Isabelle Yacoubou, Nwal-Endéné Miyem, Diandra Tchatchouang, Sandrine Gruda, Olivia Époupa, Céline Dumerc, Sarah Michel, Ana Filip, Gaëlle Skrela, Héléna Ciak, Paoline Salagnac, Anaël Lardy. Seleccionador: Valérie Garnier.
- Europeo 2017:

Olivia Époupa, Nwal-Endéné Miyem, Héléna Ciak, Céline Dumerc, Sarah Michel, Valériane Ayayi, Gaëlle Skrela, Hhadydia Minte, Marine Johannes, Alexia Chartereau, Marielle Amant, Diandra Tchatchouang. Seleccionador: Valérie Garnier.
- Serbia 2019:

Valériane Ayayi, Marième Badiane, Ornella Bankolé, Alexia Chartereau, Sara Chevaugeon, Olivia Époupa, Marine Fauthoux, Sandrine Gruda, Bria Hartley, Marine Johannès, Endéné Miyem, Iliana Rupert. Seleccionador: Valérie Garnier.
- Francia y España 2021:

Alexia Chartereau, Héléna Ciak, Alix Duchet, Olivia Époupa, Sandrine Gruda, Marine Johannès, Sarah Michel, Endéné Miyem, Iliana Rupert, Diandra Tchatchouang, Valériane Vukosavljević, Gabby Williams.
- Juegos Olímpicos 2020:

Alexia Chartereau, Héléna Ciak, Alix Duchet, Marine Fauthoux, Sandrine Gruda, Marine Johannès, Sarah Michel, Endéné Miyem, Iliana Rupert, Diandra Tchatchouang, Valériane Vukosavljević, Gabby Williams. Seleccionador: Valérie Garnier.
- Eslovenia 2023:

Romane Bernies, Marième Badiane,  Alexia Chartereau, Marine Fauthoux, Marie-Paule Foppossi, Sandrine Gruda, Leila Lacan, Sarah Michel, Iliana Rupert, Janelle Salaun, Mamignan Touré, Valériane Vukosavljević. Seleccionador: Valérie Garnier. Seleccionador: Jean-Aimé Toupane.
- Juegos Olímpicos 2024:

Marine Fauthoux, Alexia Chartereau,
Michel-Boury, Valériane Ayayi, Iliana Rupert,  Janelle Salaün, Dominique Malonga, Gabby Williams, Marième Badiane, Marine Johannès, Leïla Lacan, Romane Bernies
Seleccionador: Jean-Aimé Toupane